# Steregusjij-klassen
Steregusjij-klassen ((russisk) стерегущий – årvågen) er krigsskibsklasse designet af Almaz Centrale marinedesignbureau og er kendt under projektnavnet 2038.0 (eller 20380) i Ruslands flåde. Det er flådens nyeste korvetklasse. En forbedret version, omtalt som Projekt 20385 er også under konstruktion.

## Byggeprogram
Som større multirollekorvetter er planen at de skal erstatte de aldrende korvetter af Grisha-klassen. De første tre skibe bliver bygget på Severnaja-værftet i Sankt Petersborg. Yderligere tre skibe bliver bygget i Komsomolsk. Den denne udgave har udskiftet sit Kashtan CIWS med 32 styk 9M100 luftforsvarsmissiler på fordækket. Der er også udviklet en eksportversion benævnt Projekt 20382 Tigr. Skibene af den forbedrede version, Projekt 20385, bliver udrustet med Kalibr krydsermissiler, den første enhed blev køllagt den 26. maj 2011.
Den russiske flåde har offentliggjort at man forventer at bygge mindst 30 skibe i klassen til brug i landets fire flåder.

## Skrog
Skibene er bygget af står med en overbygning af komposit og en bulbstævn. Klassen er delt op i ni vandtætte sektioner og skibets operationsrum og bro er bygget sammen. Klassen er forberedt til otte SS-N-25 Switchblade missiler.

## Operativt
Steregusjij påbegyndte sine søprøver i november 2006 og hejste kommando under Østersøflåden den 14. november 2007. Det andet skib i klassen, Soobrazitenlnyj, blev søsat den 31. marts 2010 og forventes at indgå i flådens tal den 31. juli 2011.

## Skibe i klassen
| Pnt. | Navn            | Kølen lagt        | Søsat          | Indgået           | Skæbne                       | Kaldesignal |
| ---- | --------------- | ----------------- | -------------- | ----------------- | ---------------------------- | ----------- |
| 530  | Steregusjij     | 21. december 2001 | 16. maj 2006   | 14. november 2007 | I tjeneste ved Østersøflåden | -           |
| 531  | Soobrazitenlnyj | 20. maj 2003      | 31. marts 2010 | 14. oktober 2011  | I tjeneste ved Østersøflåden | -           |
| 532  | Bojkij          | 27. juli 2005     | 15. april 2011 | 16. maj 2013      | I tjeneste ved Østersøflåden | -           |
|      | Soversennyj     | 30. juni 2006     | 22. maj 2015   | forventet i 2015  | Under konstruktion           | -           |
| 545  | Stojkij         | 10. november 2006 | 21. maj 2012   | 28. maj 2014      | I tjeneste ved Østersøflåden | -           |
|      | Gromkij         | 17. februar 2012  | –              | –                 | Under konstruktion           | -           |
|      | Reeyj           | 20. februar 2015  | –              | –                 | Under konstruktion           | -           |
|      | Strogij         | 20. februar 2015  | –              | –                 | Under konstruktion           | -           |